# فريتز بولارد جونيور
فريتز بولارد جونيور (بالإنجليزية: Fritz Pollard)‏ هو منافس ألعاب قوى أمريكي، ولد في 18 فبراير 1915 في سبرينغفيلد في الولايات المتحدة، وتوفي في 14 فبراير 2003 في واشنطن العاصمة في الولايات المتحدة.

## وصلات خارجية
- فريتز بولارد جونيور على موقع اللجنة الأولمبية الدولية (الإنجليزية)
- فريتز بولارد جونيور على موقع أوليمبيديا (الإنجليزية)